# 우시자와 다케시
우시자와 다케시(일본어: 牛澤 健, 2001년 4월 11일~)는 일본의 축구 선수이다.

## 구단 경력
그는 2024년 J2리그의 미토 홀리호크에 입단했다.